# Spittal Hill
Der Spittal Hill ist ein 526 m hoher Hügel in der Kette der Pentland Hills. Er liegt im Westen der schottischen Council Area Midlothian an der Ostflanke im Zentrum der rund 25 km langen Hügelkette. Der Weiler Carlops befindet sich rund drei Kilometer südlich; die Kleinstadt Penicuik 7,5 km nordöstlich. Südwestlich wurde das North Esk Reservoir aufgestaut. Die Nachbarhügel sind der Green Law im Norden, der Patie’s Hill im Süden und der Cock Rig im Westen.
Am Fuße des Spittal Hill am Ufer des North Esk befinden sich möglicherweise die Überreste einer Shieling-Hütte. Spuren landwirtschaftlicher Nutzung sind entlang des Baches Gutterford Burn, der zwischen Spittal Hill und Cock Rig fließt zu finden. Darunter sind Überreste von landwirtschaftlichen Gebäuden, die teilweise bis in die Mitte des 19. Jahrhunderts genutzt wurden.
Ehemals zur Schafhaltung genutzte Umfriedungsmauern an der Ostflanke des Spittal Hill sind heute bis zu einer Höhe von 30 cm erhalten. Am Standort der heutigen Spittal Farm befand sich wahrscheinlich einst ein Krankenhaus (Hospital) oder eine Erholungsstation für Reisende, von der sich möglicherweise der Name des Hügels ableitet. Von dem Gebäude sind keine Spuren erhalten, jedoch ist an der Scheune des Bauernhofs ein Stein mit dem Baujahr 1641 verbaut, der ursprünglich vom Krankenhaus stammen könnte.